# مسجد منشيباري
مسجد منشيباري أو مسجد تالتولي هو مسجد بني في القرن التاسع عشر الميلادي، في قرية تاتولي في كوميلا في بنغلاديش.

## التاريخ
تم الانتهاء من بناء المسجد في عام 1891 في فترة الهند البريطانية من قبل عبد الحميد مونشي في حوزة منشيباري في بركة تعود ملكيتها لعائلة منشيباري، ومنذ ذلك الحين والأئمة والمؤذنين يأتون إلى التجمع في لمسجد المحلي المعروف آنذاك باسم مسجد منشيباري، حيث يتم التجمع في صلاة الجمعة أو بشكل أسبوعي كل يوم الجمعة.

## العمارة
بنى المسجد عمال البناء المحليين، أما هيكل البناء فهو مزيج من فن العمارة الهندو سراسينك والهندو إسلامي، المسجد له أربع مآذن في الزوايا الأربعة من الهيكل، ويحوي قاعة الصلاة بالإضافة للمحراب في قاعة الصلاة الرئيسية .
لدي المسجد أيضا منبر للخطباء لتقديم الخطب، الجزء الخارجي من المسجد لديه ممر لبركة وذلك للوضوء، الدرج يؤدي إلى الجزء العلوي من المسجد، ويضم المسجد مقر لاقامة العلماء والخطباء، وللمسجد مكتبة تستخدم خلال الدروس الدينية .